# Король Лев 3: Хакуна матата
«Коро́ль Лев 3: Хаку́на мата́та ( Акуна Матата)» (на премьере в США — «Король Лев 1½») (англ. The Lion King 1½) — американский анимационный музыкальный комедийный фильм 2004 года, снятый австралийским филиалом Disneytoon Studios и выпущенный на видео 10 февраля 2004 года. Это третий и заключительный мультфильм в оригинальной трилогии «Король Лев», рассказывающий историю Тимона и Пумбы, его действие происходит в рамках событий первого «Короля Льва». Большинство оригинальных актёров из первого фильма повторили свои роли, включая Нейтана Лейна, Эрни Сабеллу, озвучивших Тимона и Пумбы соответственно. Мульфильм вдохновлён трагикомедией Тома Стоппарда «Розенкранц и Гильденстерн мертвы», которая рассказывает историю «Гамлета» с точки зрения двух второстепенных персонажей.

## Сюжет
Мультфильм начинается с тех же кадров, что и первый «Король Лев», но зритель очень быстро понимает, что он смотрит совершенно другой мультфильм: в торжественную заглавную песню вклиниваются голоса Тимона и Пумбы, сидящих в небольшом кинозале и в очередной раз просматривающих «Короля Льва». Недовольный тем, что в мультфильме его персонажу уделено так мало внимания, Тимон решает поведать остальным зрителям то, что осталось «за кадром».
Место действия перемещается за пределы земель прайда, в отдалённую колонию сурикатов — родной дом Тимона. С утра до вечера колония занимается лишь одним делом — роет всё новые и новые подземные убежища в страхе перед гиенами. Тимону, однако, совсем не нравится прятаться в душных тёмных проходах — он решает добавить немного света и свежего воздуха, прорыв ход на поверхность. Из-за такой проделки рушится вся система тоннелей, и за это колония исключает его навечно из бригады землекопов, давая незадачливому сурикату последний шанс исправиться на посту часового. Но и эта служба не подходит Тимону: погрузившись в фантазии о лучшей жизни, он не замечает приближающихся гиен — Эда, Шензи и Банзая. Хищники наводят панику в колонии, однако им не удаётся поймать ни одного суриката, хотя отсутствие жертв не спасает Тимона от изгнания из родных мест. Он прощается с матерью и дядей Максом и отправляется на поиски нового дома, где ему пришлось бы не выполнять бесполезную работу, а жить в своё удовольствие.
Очень скоро Тимон начинает скучать по дому, но на своё счастье встречает мудрого мандрила Рафики, который даёт ему мудрый совет: «хочешь жить без забот: научись смотреть за пределы того, что ты видишь» (англ. Look beyond what you see). Сурикат понимает совет буквально и, оглядевшись по сторонам, замечает на горизонте Скалу Предков, которая и становится объектом его вожделения, поскольку он решает, что именно эта скала и станет его новым домом. По дороге к скале Тимон встречается с бородавочником Пумбой — таким же одиноким странником, как и он сам, — и вместе они отправляются в путь.
С этого момента сюжет мультфильма начинает пересекаться с сюжетом первого «Короля Льва»: прибыв на следующее утро к подножью Скалы Предков, приятели обнаруживают там огромную толпу животных, собравшихся посмотреть на новорождённого наследника. Тимон крайне разочарован тем, что в очередной раз ошибся с выбором цели своих странствий, но Пумба призывает его не зацикливаться на своих переживаниях, а подыскать что-нибудь более подходящее на роль нового дома. Таковым становится пещера неподалёку от Скалы Прайда. По пути к этой пещере обнаруживается, что кабан страдает метеоризмом: часть собравшихся на представление Симбы зверей (то есть носороги) не выносит ужасающего запаха Пумбы и падает в обморок (а выглядит это как преклонение перед царственной особой), после чего все остальные звери спешат повторить жест носорогов и кланяются наследнику престола.
На новом месте Тимона устраивает всё: красивые виды, небольшое озеро неподалёку, тишина и спокойствие. Казалось бы, вот он — идеальный дом. Но увы, однажды утром друзья узнают, что у них появились чересчур шумные соседи (ими оказываются Симба и Нала, поющие песню «Поскорей бы мне стать королём»). Разозлившись, Тимон бьёт по ноге слона из звериной пирамиды и тем самым разрушает её (так мы узнаём истинную причину произошедшего в соответствующей сцене из «Короля Льва»). Пещера обвалилась, и они вновь отправляются искать дом своей мечты, Пумба предупреждает Тимона о райском местечке в джунглях, но тот отказывается идти туда, потому что считает это химерой. Всюду их преследует неудача. На Слоновьем кладбище Тимон и Пумба едва не попадают под лапы Муфасе, мчащемуся на помощь сыну, и становятся свидетелями парада гиен, устроенного Шрамом; в каньоне они едва избегают участи быть растоптанными взбесившимся стадом антилоп гну и, наконец, падают с обрыва в реку. Отчаявшись, товарищи засыпают на берегу, а проснувшись, обнаруживают, что попали в тот самый райский уголок, который так долго искали и о котором говорил Пумба.
Через некоторое время Тимон и Пумба обнаруживают полумёртвого Симбу и спасают его от палящего солнца пустыни и стервятников. Вместе со своими новыми друзьями львёнок живёт по принципу «Хакуна Матата», но эта беспечная жизнь кончается, когда он, повзрослев, встречает свою подругу детства — Налу. Тимон и Пумба всеми силами пытаются не допустить возникновения романтических отношений между двумя обрученниками, но им это не удаётся, а на следующее утро, после встречи с призраком своего отца Муфасы, Симба возвращается в земли прайда. Вслед за ним уходят и Нала с Пумбой, а Тимон непреклонен и предпочитает остаться в своём райском уголке. Однако скоро он, благодаря Рафики, понимает, что без друзей его райский уголок ничего не стоит, и идёт в путь вслед за ними.
Вернувшись в земли прайда, сурикат вновь встречается с мамой и дядей Максом, которые помогают справиться с атакой гиен и свергнуть Шрама. Симба становится законным королём, а Тимон вместе с семьёй возвращается в свой райский уголок, где им больше не приходится жить в страхе и прятаться от хищников.
Как оказалось, Тимон и Пумба сыграли существенную роль в битве со Шрамом.
В финале мы видим, что в кинозал пришли другие известные диснеевские персонажи, чтобы тоже посмотреть кино. А Пумба говорил Тимону, что он точно так же страдает метеоризмом.

## В ролях
Некоторые из оригинального состава, в том числе Натан Лейн, Эрни Сабелла и Мэтью Бродерик, возвращаются к своим ролям из «Короля Льва», в то время как другие актёры возобновляют свои роли из «Короля Льва 2: Гордость Симбы». Джеймс Эрл Джонс и Джереми Айронс не вернулись, чтобы озвучить своих персонажей, поэтому у Муфасы и Шрама нет диалогов, когда они появляются в фильме, а Мэтт Вайнберг заменил Джонатана Тейлора Томаса в роли голоса Симбы в детстве.
- Натан Лейн в роли Тимона, суриката, лучшего друга Пумбы. Хотя несколько эгоистичный, высокомерный и замкнутый, Тимон проявляет мужественную преданность своим друзьям.
- Эрни Сабелла в роли Пумбы, бородавочника, лучшего друга Тимона. Несмотря на то, что он тугодум, он очень чуткий, готов доверять и дружить с кем угодно. Он также страдает клаустрофобией и пускает газы в толпе.
- Джули Кавнер в роли Ма, заботливой матери Тимона. Она чрезмерно защищает и привязана к своему сыну, часто пытаясь добиться его принятия в колонии, но безуспешно.
- Джерри Стиллер в роли Макса, параноика, эксцентричного, но добросердечного дяди Тимона. Сначала он сомневается в способностях Тимона, но становится ближе к нему в кульминации фильма.
- Мэтью Бродерик в роли Симбы, второго лучшего друга Тимона и Пумбы, сына Муфасы и Сараби, племянника Шрама, мужа Налы и нынешнего короля Земель Прайда.
- Мэтт Вайнберг озвучивает Симбу детёнышем.
- Мойра Келли в роли Налы, подруги детства Симбы и будущей жены.
- Роберт Гийом в роли Рафики, обезьяны, которая учит Тимона Хакуна Матата, а также дает ему веру в себя, чтобы делать то, о чём он мечтает.
- Вупи Голдберг, Чич Марин и Джим Каммингс в роли Шензи, Банзая и Эда, трио пятнистых гиен, которые действуют как местные хищники в колонии сурикатов Тимона до того, как они присягнули Шраму.
- Эдвард Хибберт в роли Зазу, красноклювой птицы-носорога и мажордома Муфасы, а затем Симбы.

## Производство
В апреле 2000 года было объявлено, что компания Walt Disney выбрала Джеффа Альхольма, Колина Голдмана и Тома Роджерса для написания сценария «Короля Льва 3». Он должен был появиться в видеомагазинах где-то в 2001 году. Брэдли Рэймонд, ранее снявший «Покахонтас 2: Путешествие в новый мир» (1998) и «Горбун из Нотр-Дама 2» (2002), стал режиссёром. Он напомнил, что это была идея тогдашнего президента Disney Feature Animation Томаса Шумахера «пересказать Короля Льва глазами Тимона и Пумбы». Кроме того, Роджер Аллерс и Ирэн Меччи, который был режиссёром и соавтором сценария для «Короля Льва» соответственно, консультировал постановку. По словам Рэймонда, именно Аллерс придумал «Таинственный научный театр 3000», вдохновленный созданием фильма. Кроме того, создатели фильма черпали вдохновение в пьесе Тома Стоппарда «Розенкранц и Гильденстерн мертвы», поскольку первый фильм «Король Лев» был вдохновлен Гамлетом.
В мае 2003 года Король Лев 3 был запланирован для выпуска домашнего видео в начале весны 2004 года с Натаном Лейном, Эрни Сабеллой и Мэтью Бродериком, повторяющими свои первоначальные роли, а Элтон Джони Тим Райс вернулись, чтобы сочинить новую песню «Это все, что мне нужно».
Анимация фильма была сделана студией Walt Disney Animation Australia в Сиднее, Новом Южном Уэльсе, и студией Disneytoon Studios в США.

## Выпуск
После первого выпуска домашнего видео третьего фильма сопровождалась маркетинговой кампанией, связанной с McDonald’s, с шестью игрушками Happy Meal: Симба, Рафики, Тимон, Пумба, Муфаса и Эд.
Издание на DVD содержит музыкальные клипы, удалённые сцены, закулисные взгляды на то, как снимался фильм, и два короткометражных фильма: «Тимон — Ранние годы»; псевдодокументальный фильм, рассказывающий о детстве Тимона через ироничные интервью с семьёй и друзьями; и «Самые забавные моменты Диснея», посвящённые анимационным персонажам Диснея, от «Семи гномов» до «Братца Медведя». Также представлены три игры, в том числе: «Виртуальное сафари Тимона и Пумбы 1.5» , викторина «Король Лев» в формате «Кто хочет стать миллионером» под названием «Кто хочет стать королём джунглей?», организованный Мередит Виейра, в то время ведущая американской синдицированной версии и игры «Найди лицо». Король Лев 1,5 был выпущен 10 февраля 2004 года. На международном уровне он назывался Король Лев 3: Хакуна матата.
В первый день продаж фильма было продано 1,5 миллиона копий DVD, а за первые три дня после выпуска фильм принес около 55 миллионов долларов дохода от продаж, 2,5 из которых были копиями фильма на DVD. К марту 2004 года в Северной Америке было продано шесть миллионов копий фильма на DVD и VHS. Более 30 процентов продаж игры приходится на латиноамериканский рынок. Позже в том же году фильм был выпущен как часть бокс-сета из трех фильмов вместе с «Королём Львом» и «Королём Львом 2: Гордость Симбы» 6 декабря.
Фильм был впервые выпущен на Blu-ray в составе бокс-сета из восьми дисков 4 октября 2011 года вместе с двумя другими фильмами. Позже фильм получил отдельный выпуск на Blu-ray, а также стандартный выпуск DVD 6 марта 2012 года вместе со вторым фильмом. Релизы Blu-ray и DVD, а также выпуск Гордости Симбы и Diamond Edition The Lion King были удалены из выпуска 30 апреля 2013 года.
Фильм был переиздан Walt Disney Studios Home Entertainment на комбинированном пакете Blu-ray и в цифровом формате вместе с первым сиквелом 29 августа 2017 года — в тот же день, когда было выпущено Signature Edition первого фильма.

## Награды
- Приз «Энни-2005» (номинация «Best Home Entertainment Production»)
- Награды «DVD Exclusive Awards-2005»:
  - Лучший персонаж мультипликационного фильма — Тимон
  - Лучшая DVD-премьера мультфильма
  - Лучший режиссёр мультфильма на DVD
  - Лучший монтаж мультфильма на DVD
  - Лучший сценарий мультфильма на DVD